# Ближневосточное агентство ООН для помощи палестинским беженцам и организации работ
Ближневосточное агентство ООН для помощи палестинским беженцам и организации работ, БАПОР (англ. The United Nations Relief and Works Agency for Palestine Refugees in the Near East, сокр. UNRWA; араб. الاونروا‎) — агентство ООН, чьей заявленной целью является помощь палестинским беженцам и их защита.
БАПОР предоставляет свои услуги палестинским беженцам в Сирии, Ливане, на Западном берегу реки Иордан, в Иерусалиме и в секторе Газа. Агентство было учреждено 8 декабря 1949 года, и стало одной из крупнейших программ ООН, в которой занято более 30 тыс. сотрудников (при общем штате персонала системы ООН на 2022 год в 125 тыс. человек).

## История и основные функции

### Учреждение и место в структуре ООН
БАПОР было учреждено после Арабо-израильской войны 1948 года Генассамблеей ООН в соответствии с резолюцией 302(IV) от 8 декабря 1949 года (подтвердившей пункт 11 резолюции 194 Генассамблеи ООН от 11 декабря 1948 года, касающийся беженцев).
После Шестидневной войны (1967), по поручению Генассамблеи ООН, БАПОР продолжило предоставлять помощь арабским беженцам на Западном берегу Иордана, в Иерусалиме и в секторе Газа по соглашению с Израилем.
БАПОР является вспомогательным органом Генассамблеи ООН, и его мандат обновляется каждые три года.

### Территория и режим деятельности
БАПОР предоставляет услуги в 59 лагерях палестинских беженцев в Сирии, Ливане, Иордании, Иерусалиме, на Западном Берегу и в секторе Газа.
Около трети палестинских беженцев проживает в этих лагерях. Как заявляет БАПОР на своём сайте, само оно не управляет лагерями, не имеет полицейских полномочий или административной роли в лагере, а лишь предоставляет услуги на его территории, не отвечая за деятельность местных властей.

### Предоставляемые услуги
Предоставляемые БАПОР услуги для палестинских беженцев включают в себя:
- образование;
- здравоохранение;
- оказание чрезвычайной помощи;
- социальные услуги;
- создание и поддержку инфраструктуры лагерей беженцев;
- микрофинансирование, включая кредиты на открытие и ведение малого бизнеса, потребительские и ипотечные кредиты.

Услуги по базовому образованию и первичной медицинской помощи предоставляются всем имеющим статус палестинского беженца, а не только жителям лагерей. Другие услуги, такие как денежная и продовольственная помощь, а также поддержка при госпитализации, предоставляются наиболее «социально беззащитным» палестинцам.
По данным ООН, с 1950-х годов по октябрь 2023 года школы БАПОР окончили более 2,5 миллиона палестинцев, а 9 центров технического и профессионального обучения БАПОР на 2021 год выпустили более 123 000 палестинских специалистов. С 1992 года службы микрофинансирования БАПОР выдали палестинским беженцам более 571 003 кредитов на общую сумму свыше 615 миллионов долларов США.

### Различия в деятельности БАПОР и УВКБ
По своим руководящим принципам и деятельности БАПОР значительно отличается от Управления верховного комиссара ООН по делам беженцев (УВКБ), ведающего всеми остальными беженцами мира. УВКБ руководствуется Конвенцией о статусе беженцев, по которой статус беженца имеет лицо, из-за обоснованных опасений преследований находящееся «вне страны своей гражданской принадлежности», без возможности пользоваться её защитой. Конвенция призывает участников к облегчению «ассимиляции и натурализации беженцев»; беженец, получивший новое гражданство, автоматически теряет свой статус беженца. Члены семьи беженца рассматриваются как вторичные беженцы, только сопровождая его; самостоятельного права на статус беженца они не имеют.
Все эти нормы не распространяются на палестинских беженцев, находящихся в ведении БАПОР. Агентство изначально определяло их как «лиц, чьим обычным местом проживания с 1 июня 1946 года по 15 мая 1948 года была Палестина, и кто потерял дом и средства к существованию в итоге конфликта 1948 года». В 1965 году оно расширило критерий для получения статуса палестинских беженцев на потомков в третьем поколении. В 1982 БАПОР снова расширило критерий, включив в него всех потомков палестинских беженцев мужского пола (включая приёмных детей), вне зависимости от получения ими гражданства любых стран. В частности, около 90% из 2 миллионов палестинских беженцев в Иордании имеют гражданство этой страны, но сохраняют и статус палестинских беженцев.
В соответствии с критериями БАПОР, количество его подопечных со статусом палестинских беженцев неуклонно растёт. Когда агентство начало свою деятельность в 1950 году, по заявлению ООН, оно удовлетворяло потребности примерно 750 тыс. палестинских беженцев (ряд историков оценивает число этих беженцев на 1948 год в 340—540 тысяч). В 2021 году количество лиц со статусом палестинского беженца достигло цифры в 5,8 миллионов человек. Несмотря на давление США, критерии БАПОР не были изменены.

## Структура и руководство

### Организационная структура
Штаб-квартиры БАПОР находятся в Аммане (Иордания) и секторе Газа (управляемом исламистской группировкой ХАМАС); имеются представительства в Нью-Йорке и Вашингтоне (США), Женеве (Швейцария) и Каире (Египет), а также адвокатский кабинет в Иерусалиме; также имеются региональные управления в Ливане, на Западном берегу Иордана и в Сирии.

### Руководство
Руководителем агентства с 18 марта 2020 года является генеральный комиссар Филипп Ладзарини. Директор по связям с общественностью с сентября 2022 года — Джульетта Тума. Пресс-секретарь БАПОР в Газе — Аднан Абу-Хасна.

### Консультативная комиссия
Резолюцией 302 (IV) ООН, принятой 8 декабря 1949 года, была создана межгосударственная комиссия для консультирования генерального комиссара БАПОР и оказания ему помощи в выполнении мандата агентства. Консультативная комиссия в настоящее время насчитывает 29 членов и 4 наблюдателя, и собирается дважды в год, а также регулярно участвует в заседаниях подкомитета.
Полноправные члены комиссии: Австралия, Бельгия, Бразилия, Канада, Дания, Египет, Финляндия, Франция, Германия, Индия, Ирландия, Италия, Япония, Иордания, Кувейт, Ливан, Люксембург, Нидерланды, Норвегия, Катар, Саудовская Аравия, Испания, Швеция, Швейцария, Сирия, Турция, Объединённые Арабские Эмираты, Великобритания, США.
Наблюдатели: Европейский союз, Лига арабских государств, Организация исламского сотрудничества, частично признанное Государство Палестина.

## Финансирование
Бюджет БАПОР на 2010 год составлял 1,23 миллиарда долларов. При этом бюджет ООН, принятый на 2008—2009 годы, составлял 4,17 млрд долларов.
Основные доноры БАПОР — западные страны, крупнейший из них — США. Финансирование Соединёнными Штатами БАПОР было остановлено при президенте США Дональде Трампе в 2018 году и возобновлено при президенте Джо Байдене в 2021 году.
В 2022 году бюджет агентства составил около 1,17 млрд долларов; крупнейшими донорами являлись США (343,9 млн) и Германия (202,1 млн).
27-29 января 2024 года 15 стран-доноров приостановили финансирование БАПОР в связи с информацией об участии его сотрудников во вторжении ХАМАС в Израиль 7 октября 2023 года: США, Канада, Австралия, Великобритания и входящая в неё автономная Шотландия, Финляндия, Германия, Нидерланды, Италия, Франция, Швейцария, Япония, Эстония, Австрия, Латвия.

## Персонал
Около 99 % сотрудников БАПОР — набранные на местной основе палестинцы. Численность штата агентства в 1997-2007 гг. возросло с 20,5 до 29 тысяч человек. Согласно Эндрю Уитли, директору бюро БАПОР по связям в Нью-Йорке, в 2006 году только на Западном берегу и в секторе Газа работало 13 тыс. сотрудников агентства. В конце 2009 года их количество было не менее 16 тысяч. На настоящий момент, общая численность сотрудников БАПОР превысила 30 тыс. человек, что значительно больше штата Управления верховного комиссара ООН по делам беженцев (УВКБ), занимающегося всеми остальными беженцами мира, где, на конец 2022 года, работало менее 21 тыс. человек.
В январе 2024 года стало известно об участии 12 сотрудников БАПОР во вторжении ХАМАС в Израиль 7 октября 2023 года. В частности, один из них обвиняется в похищении женщины, другой — в участии в резне в Беэри, третий — в раздаче боеприпасов, координации транспортных средств террористов во время нападения, и похищении в Газу тела убитого израильского солдата. Генеральный секретарь ООН Антониу Гутерриш признал участие в преступлениях сотрудников БАПОР, но призвал международное сообщество не прекращать финансирование агентства.

## Обвинения в неэффективности
Ряд источников считает, что деятельность БАПОР неэффективна и способствует сохранению нынешнего состояния беженцев, а не уменьшению их количества.
Согласно словам Бассама Эйда, главы и основателя палестинской мониторинговой группы по правам человека:

Лагерь, в котором я вырос, как 58 других лагерей беженцев БАПОР, созданы с единственной целью сохранить арабский народ Палестины во «временных» условиях вот уже 65 лет под ложным предлогом и благовидным обещанием «права на возвращение» в деревни 1948 года, которые не существуют <…>
Продолжение деятельности БАПОР зависит от смерти и страданий пяти миллионов палестинцев, погрязших в лагерях БАПОР <…>
Чем больше палестинцев страдает, тем больше средств поступает к БАПОР, что позволяет ей привлекать неконтролируемые средства гуманитарных фондов и закупать боеприпасы <…>
Палестинский народ обязан восстать против произвола администрации БАПОР, стремящейся увековечить наш статус беженца вместо того, чтобы помочь нашим людям стремиться к лучшему будущему…

## БАПОР и антисемитизм
В августе 2013 года Центром по исследованию стран Ближнего Востока под руководством независимого журналиста Давида Бедена был снят документальный фильм, в котором инструкторы БАПОР в летнем лагере под Шхемом «объясняют палестинским детям, как им следует относиться к евреям, которых называют не иначе, как „кровожадными волками“», и дают им ложную информации об истории Палестины. Декан в системе образования БАПОР в Иордании д-р Фарес Хайдер в 2013 году разместил на своей официальной странице в Facebook фотографию Адольфа Гитлера с рукой, вскинутой в нацистском салюте, призывом «никогда не сдаваться» и обозначением источника цитаты: «Адольф Гитлер».
Согласно отчётам Института по мониторингу мира и культурной толерантности в школьном образовании за 2022—2023 годы, «предоставленная БАПОР учебная программа описывает евреев как «нечистых и вероломных по своей сути» и учит, что убийство израильтян ведет к славе и мученичеству»; «учителя, школы, и департаменты образования БАПОР регулярно призывают к убийству евреев и производят учебные материалы, которые прославляют терроризм, поощряют мученичество, демонизируют израильтян и разжигают антисемитизм». Европейский парламент принял в 2022 году резолюцию, осуждающую антисемитизм в учебниках БАПОР.

## БАПОР и Израиль

### Антиизраильская деятельность
БАПОР часто обвиняется[кем?] во враждебном отношении и провокационной деятельности по отношению к Израилю.
8 марта 2011 года, накануне теракта в поселении Итамар, молодёжный центр Al-Amari, поддерживаемый агентством, объявил о проведении футбольного турнира, названного в честь террористки-смертницы Вафы Идрис.
На презентации проектов, финансируемых Германией в Ливане, директор БАПОР в Ливане Энн Дисморр представила карту Ближнего Востока, на которой отсутствовало Государство Израиль, а вместо него была нарисована «Арабская Палестина». 15 мая 2013 года посол Израиля в ООН Рон Просор подал  официальную жалобу на действия Дисморр, заявив:
Не надо быть доктором наук для того, чтобы понять — отсутствие Израиля на карте Ближнего Востока — скандал. Ситуация, в которой международная и предположительно нейтральная организация — такая как UNRWA — является частью провокации, невозможна.

28 октября 2024 года был принят закон, запрещающий деятельность БАПОР на территории Израиля с 2025 года.

### БАПОР и ХАМАС
БАПОР подвергается критике за то, что его сотрудники или связаны с террористическими организациями (в первую очередь, ХАМАС) через профсоюзные и другие организации, или напрямую замешаны в террористической деятельности.

На выборах, которые состоялись в лагерях беженцев в июне 2003 года, ХАМАС взял под свой контроль профсоюзные объединения работников UNRWA. […] работники в сферах просвещения, технического обслуживания и народных комиссий, которые получают зарплаты от ООН при прямом финансировании западных государств, в большинстве своём люди ХАМАСа.
ХАМАС открыто использует территорию школ лагерей беженцев, чтобы тренировать террористические группы и обстреливать ракетами «Кассам» израильские населенные пункты. Руководство UNRWA не отрицает официальное присутствие ХАМАСа среди получающих зарплату от ООН.

В 2004 году, после того, как Петер Хансен, бывший в то время главой БАПОР, «проговорился <…> что люди ХАМАСа занимают высокие должности в UNRWA», высокопоставленные канадские источники намекнули, что Канада может рассмотреть «полное прекращение помощи агентству». Позже Хансен вынужден был покинуть свой пост.
В 2004 году министерство финансов США выявило факты приёма агентством пожертвований от групп, поддерживающих международный терроризм. Подобные случаи были обнаружены и в 2006 году.
В январе 2024 года в СМИ появились сообщения о том, что 12 сотрудников БАПОР участвовали в массовом убийстве 7 октября 2023 года, ещё 30 оказывали при этом содействие, около 130 сотрудников агентства были пойманы на пропаганде террора и подстрекательстве в Интернете, а один из преподавателей БАПОР прятал в своём доме израильского заложника, похищенного 7 октября 2023 года. По израильской оценке от 14 февраля 2024 года, не менее 12% работников БАПОР в Газе аффилированы с террористическими группировками; «про 1468 сотрудников известно об их активности в рядах ХАМАС и ПИД», о 450 сотрудников — что они находились в боевых подразделениях этих группировок.
В офисах БАПОР в Газе были обнаружены оружие и документы, подтверждающие использование ХАМАСом комплексов ООН  в террористических целях. 10 февраля 2024 года стало известно об обнаружении непосредственно под штаб-квартирой БАПОР и вблизи его школы туннеля террористов, где было найдено многочисленное оборудование, оружие и дата-центр с серверами ХАМАС, использовавшиеся группировкой для организации секретной связи и передачи информации. Оборудование группировки было подключено к сети электроснабжения здания БАПОР. Агентство заявило, что ничего не знало об этом.
В конце января 2025 года группа из 30 депутатов Европарламента из 14 стран призвала ООН распустить БАПОР, заявив, что его действия «противоречат нейтралитету ООН». По мнению парламентариеев, БАПОР «нарушило все свои задачи», поскольку в его зданиях, как оказалось, ХАМАС содержал израильских заложников.

### Комментарии
1. ↑  ХАМАС признан террористической организацией Европейским союзом, Организацией американских государств и властями Аргентины, Австралии, Великобритании, Израиля, Канады, Новой Зеландии, Парагвая, США и Японии. Его деятельность также запрещена в Иордании и Египте.